# Implant testamentu życia
Implant testamentu życia (ang. Advance Directive Implant, skr. ADI) – pozostający na etapie propozycji bioetycznej implant eutanazyjny, przeznaczony docelowo do ewentualnego wszczepiania seniorom z zamiarem samodzielnego uśmiercenia w zaprogramowanym czasie za pomocą samoczynnego (autonomicznego) mechanizmu.
Artykuł na temat badań nad implantem (Zakończenie życia z wyprzedzeniem) ukazał się w brytyjskim czasopiśmie bioetycznym The Hastings Center Report. Według twórców (Margaret Pabst Battin i Brent M. Kious) miałby to być zaawansowany implant, który umożliwiłby osobom z wczesnym otępieniem samodzielne zaprogramowanie daty eutanazji, w związku ze spodziewanym postępem choroby i pogarszaniem się subiektywnego dobrostanu danej osoby. Implant byłby wszczepiany przy pierwszych objawach otępienia i programowany do uaktywnienia się zgodnie ze stanem zdrowia pacjenta. Uwalniany z niego trujący preparat powodowałby natychmiastową śmierć nosiciela.  
Podobnie jak implanty hormonalne (np. Norplant) jego działanie byłoby odwracalne (możliwa byłaby zmiana decyzji o jego użyciu). ADI wymagałby rozległych prac inżynieryjnych i może być niewykonalny przy obecnie dostępnych technologiach. Urządzenie potrzebowałoby prawdopodobnie długotrwałej baterii, skomputeryzowanego sterowania i pompy lub mechanizmu mikroprzepływowego dawkującego truciznę.  
Implant miałby zabezpieczać osobę, która zleciła swoją eutanazję, przed jej niewykonaniem z różnych przyczyn, jak również skracać okres, w którym osoba żyjąca z demencją stanowi obciążenie dla opiekunów (rodziny).  